# Ledenice (ort)
Ledenice är en köping i Tjeckien.   Den ligger i distriktet Okres České Budějovice och regionen Södra Böhmen, i den södra delen av landet, 130 km söder om huvudstaden Prag. Ledenice ligger 496 meter över havet och antalet invånare är 2 193.
Terrängen runt Ledenice är platt. Runt Ledenice är det ganska tätbefolkat, med 86 invånare per kvadratkilometer. Närmaste större samhälle är České Budějovice, 11,5 km väster om Ledenice. I omgivningarna runt Ledenice växer i huvudsak blandskog.